# Steve Sullivan (Boxer)
Steve Sullivan (* 21. Mai 1897 in New York City, New York, Vereinigte Staaten; † 6. September 1979) war ein US-amerikanischer Boxer.
Am 20. Juni 1924 errang er im Superfedergewicht durch einen Punktsieg über 10 Runden den universellen Weltmeistertitel. Diesen Gürtel verlor er am 15. Dezember 1924 an Mike Ballerino.